# Старџ-Веберов синдром
Старџ-Веберов синдром (Назива се и енцефалотрогеминална ангиоматоза) је неурокожни поремећај за који су карактеристичне неуролошке тегобе као што су: главобоље, заостајање у развоју, ментална ретардација и епилептички напади, аномалије лица као што је мрља боје порто вина и глауком, као најчешћа очна манифестација. Главни неурорадиолошки знаци клиничке слике код пацијената са Старџ-Веберовим синдромом су лептоменингеална ангиоматоза и кортикопијалне калцификације удружене са атрофијом можданог паренхима испод промене.

## Терапија
Терапија има за циљ лечење манифестација. Ласерски третман се може урадити да би се мрља боје порто вина посветлила или елиминисала. Антиконвулзивни лекови се могу користити за контролу напада. Препоручује се рано праћење глаукома. 
Када је захваћена само једна страна мозга а антиконвулзиви се покажу неефикасним, може се применити неурохируршки третман који се састоји у уклањању или искључивању дела мозга захваћеног болешћу. 
За епилепсију обично дају само антиконвулзиви, што доводи до хемисферектомије у најозбиљнијим случајевима.  
Нелечени глауком доводи до озбиљних последица, а монотерапија бета блокаторима често није довољна. 